# Allstate 400 at the Brickyard 2007
Das Allstate 400 at the Brickyard 2007 war das 20. Rennen der NASCAR-Nextel-Cup-Saison 2007 und fand am 29. Juli 2007 auf dem Indianapolis Motor Speedway in Speedway, einer Stadt in Indiana, in den USA, die komplett von der Stadt Indianapolis umschlossen ist.

## Qualifikation
In der Qualifikation, am 27. Juli 2007, war Chip Ganassi Racing das dominante Team und brachte gleich zwei Autos, (#41) Reed Sorenson und (#42) Juan Pablo Montoya, in die erste Startreihe. Für beide war es der bislang beste NASCAR-Startplatz.
Fahrer die sich nicht für das Rennen qualifizierten:
| Nr. | Fahrer                 | Automarke | Team                   |
| --- | ---------------------- | --------- | ---------------------- |
| #08 | Joe Nemechek           | Chevrolet | EM Motorsports         |
| #84 | A. J. Allmendinger (R) | Toyota    | Team Red Bull          |
| #37 | Kevin Lepage           | Dodge     | Front Row Motorsports  |
| #44 | Dale Jarrett           | Toyota    | Michael Waltrip Racing |
| #36 | Jeremy Mayfield        | Toyota    | Bill Davis Racing      |
| #78 | Kenny Wallace          | Chevrolet | Furniture Row Racing   |

(R) = Rookie (Neuling)

## Rennen
| Platz | Nr. | Fahrer                 | Automarke | Team                       |
| ----- | --- | ---------------------- | --------- | -------------------------- |
| 1.    | #20 | Tony Stewart           | Chevrolet | Joe Gibbs Racing           |
| 2.    | #42 | Juan Pablo Montoya (R) | Dodge     | Chip Ganassi Racing        |
| 3.    | #24 | Jeff Gordon            | Chevrolet | Hendrick Motorsports       |
| 4.    | #5  | Kyle Busch             | Chevrolet | Hendrick Motorsports       |
| 5.    | #41 | Reed Sorenson          | Dodge     | Chip Ganassi Racing        |
| 6.    | #01 | Mark Martin            | Chevrolet | Dale Earnhardt, Inc.       |
| 7.    | #29 | Kevin Harvick          | Chevrolet | Richard Childress Racing   |
| 8.    | #31 | Jeff Burton            | Chevrolet | Richard Childress Racing   |
| 9.    | #22 | Dave Blaney            | Toyota    | Bill Davis Racing          |
| 10.   | #17 | Matt Kenseth           | Ford      | Roush Fenway Racing        |
| 11.   | #2  | Kurt Busch             | Dodge     | Penske Racing South        |
| 12.   | #1  | Martin Truex junior    | Chevrolet | Dale Earnhardt, Inc.       |
| 13.   | #07 | Clint Bowyer           | Chevrolet | Richard Childress Racing   |
| 14.   | #4  | Ward Burton            | Chevrolet | Morgan-McClure Motorsports |
| 15.   | #16 | Greg Biffle            | Ford      | Roush Fenway Racing        |
| 16.   | #6  | David Ragan (R)        | Ford      | Roush Fenway Racing        |
| 17.   | #38 | David Gilliland (R)    | Ford      | Yates Racing               |
| 18.   | #99 | Carl Edwards           | Ford      | Roush Fenway Racing        |
| 19.   | #43 | Bobby Labonte          | Dodge     | Petty Enterprises          |
| 20.   | #15 | Paul Menard (R)        | Chevrolet | Dale Earnhardt, Inc.       |
| 21.   | #83 | Brian Vickers          | Toyota    | Team Red Bull              |
| 22.   | #11 | Denny Hamlin           | Chevrolet | Joe Gibbs Racing           |
| 23.   | #21 | Bill Elliott           | Ford      | Wood Brothers/JTG Racing   |
| 24.   | #88 | Ricky Rudd             | Ford      | Yates Racing               |
| 25.   | #49 | Ken Schrader           | Dodge     | BAM Racing                 |
| 26.   | #40 | David Stremme          | Dodge     | Chip Ganassi Racing        |
| 27.   | #7  | Robby Gordon           | Ford      | Robby Gordon Motorsports   |
| 28.   | #19 | Elliott Sadler         | Dodge     | Evernham Motorsports       |
| 29.   | #10 | Scott Riggs            | Dodge     | Evernham Motorsports       |
| 30.   | #55 | Terry Labonte          | Toyota    | Michael Waltrip Racing     |
| 31.   | #33 | Scott Wimmer           | Chevrolet | Richard Childress Racing   |
| 32.   | #45 | Kyle Petty             | Dodge     | Petty Enterprises          |
| 33.   | #26 | Jamie McMurray         | Ford      | Roush Fenway Racing        |
| 34.   | #8  | Dale Earnhardt junior  | Chevrolet | Dale Earnhardt, Inc.       |
| 35.   | #25 | Casey Mears            | Chevrolet | Hendrick Motorsports       |
| 36.   | #18 | J. J. Yeley            | Chevrolet | Joe Gibbs Racing           |
| 37.   | #70 | Johnny Sauter          | Chevrolet | Haas CNC Racing            |
| 38.   | #00 | David Reutimann (R)    | Toyota    | Michael Waltrip Racing     |
| 39.   | #48 | Jimmie Johnson         | Chevrolet | Hendrick Motorsports       |
| 40.   | #9  | Kasey Kahne            | Dodge     | Evernham Motorsports       |
| 41.   | #96 | Tony Raines            | Chevrolet | Hall of Fame Racing        |
| 42.   | #12 | Ryan Newman            | Dodge     | Penske Racing South        |
| 43.   | #66 | Jeff Green             | Chevrolet | Haas CNC Racing            |

(R) = Rookie (Neuling)
- Rennlänge: 160 Runden, 400 Meilen (673,72 Kilometer)
- Renndauer: 3 Stunden, 24 Minuten und 28 Sekunden
- Durchschnittsgeschwindigkeit: 117.379 mph
- Vorsprung des Siegers: 2,982 Sekunden
- Führungswechsel: 14 (6 Fahrer)
- Meiste Führungsrunden: Tony Stewart – 65
- Gelbphasen: 9 für 43 Runden
- Zuschauer: 270,000

Tony Stewart gewann sein zweites Saisonrennen, während Jimmie Johnson zum zweiten Mal in Folge durch einen schweren Unfall ausfiel. Juan Pablo Montoya beendete das Rennen auf dem zweiten Platz. Das war bis dato sein bestes Ergebnis auf einem Oval.